# Pascual Ortiz Rubio

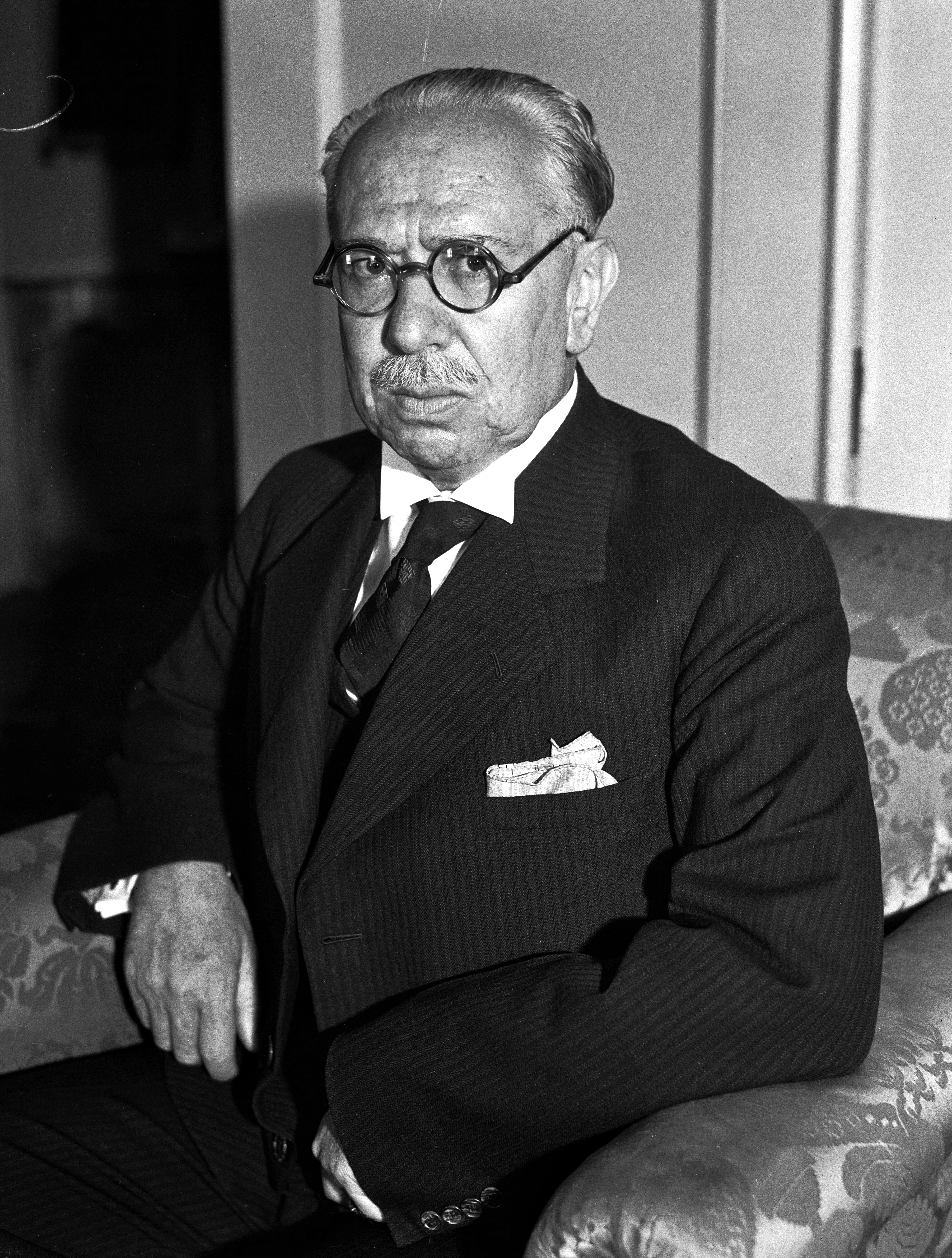
Pascual Ortiz Rubio (1932)

Pascual Ortiz Rubio (* 10. März 1877 in Morelia, Michoacán; † 4. November 1963 in Mexiko-Stadt) war ein mexikanischer Offizier und Politiker. Er amtierte vom 5. Februar 1930 bis 4. September 1932 als Präsident von Mexiko.

## Leben

### Karriere bis 1930
Pascual Ortiz Rubio wurde an der Universität von San Nicolás und an der „Escuela Nacional de Mineria“ zum Ingenieur ausgebildet. Er arbeitete seit 1902 als Bergbauingenieur in Morelia und schloss sich Ende 1910 der politischen Bewegung Francisco Maderos an. 1912 kehrte er nach Morelia zurück und unterstützte die Wahl Miguel Silvas zum Gouverneur von Michoacán.
Nach der Machtübernahme Victoriano Huertas im Februar 1913 wurde Ortiz Rubio verhaftet. Er blieb mehrere Monate inhaftiert und schrieb im Gefängnis seine Autobiografie. Nach seiner Freilassung diente er in den Truppen Venustiano Carranzas als Oberst im Ingenieurkorps. Im Jahr 1915 wurde er zum Oberbefehlshaber der konstitutionellen Armee ernannt und am 30. April 1917 zum Brigadegeneral befördert.
Im August 1918 erfolgte Ortiz Rubios Wahl zum Gouverneur von Michoacán. Er unterstützte im Frühjahr 1920 den Aufstand von Álvaro Obregón und Adolfo de la Huerta, der zum Sturz Carranzas führte, und amtierte seit dem 1. Juni 1920, unter den Präsidenten de la Huerta und Obregón, als Minister für Kommunikation und Öffentlichkeitsarbeit. Aufgrund seiner politischen Konflikte mit Präsident Obregón trat Ortiz Rubio am 16. Februar 1921 von seinem Amt zurück. Er verließ wenig später Mexiko und lebte als Privatmann in Barcelona. Im Dezember 1924 wurde Ortiz Rubio als Botschafter seines Landes nach Deutschland und 1926 nach Brasilien gesandt.
Nach der Ermordung des designierten Präsidenten Obregón am 17. Juli 1928 kehrte Ortiz Rubio nach Mexiko zurück. Er gewann Ende 1929 die manipulierte Wahl zum Präsidenten gegen Aarón Sáenz Garza, den Kandidaten der Obregónisten, und José Vasconcelos, den ehemaligen Rektor der Nationalen Universität von Mexiko (UNAM).

### Präsidentschaft von 1930 bis 1932

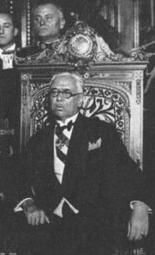
Pascual Ortiz Rubio in der Botschaft der USA in Mexiko (1930)

Seit dem 5. Februar 1930 amtierte Ortiz Rubio als Präsident von Mexiko. Tatsächlich bestimmte jedoch der „Jefe Maximo de la Revolucion“, Plutarco Elías Calles, die nationale Politik. Um eine von Calles eigenständige Politik führen zu können, versuchte Ortiz Rubio sich eine eigene politische Hausmacht zu schaffen. Diesem Versuch widersetzte sich Emilio Portes Gil, der seine Position in der Regierung und in der PNR gefährdet sah. Des Weiteren nutzte Calles die Rivalität zwischen den beiden Politikern, um deren politische Bedeutung zu senken.
Pascual Ortiz Rubio leitete einen Kurswechsel in der Agrarreformpolitik ein und entfaltete rege Aktivitäten, die bisherige Landverteilungspolitik zu begrenzen. Mit seinem Dekret vom Dezember 1930 schränkte der Präsident den Kreis der landberechtigten Bauern ein. Während im Jahr 1929 noch 692 Dörfer Land zugeteilt bekamen, erhielten 1931 nur 373 Dörfer und 1932 nur 208 Dörfer Land zugewiesen. Stattdessen begünstigte Ortiz Rubios Agrarpolitik die Großlandwirtschaft und Betriebe, die landwirtschaftliche Produkte industriell weiterverarbeiteten.
Calles bewirkte im Oktober 1931 den Rücktritt der Divisionsgeneräle Joaquin Amaro, Juan Andreu Almazán, Saturnino Cedillo und Lázaro Cárdenas del Río. Damit verlor Ortiz Rubio seine wichtigsten Mitstreiter für eine von Calles unabhängige Politik. Nachdem Calles im August 1932 erneut Anhänger des Präsidenten aus der Regierung entfernte, trat der politisch isolierte und handlungsunfähige Ortiz Rubio am 4. September 1932 von seinem Amt zurück. Der sonorensische Revolutionsgeneral Abelardo L. Rodríguez wurde für die verbleibende Amtszeit bis zum 30. November 1934 zum neuen Präsidenten ernannt.
Während Ortiz Rubios Amtszeit erfolgte die Aufnahme Mexikos in den Völkerbund und die Zweite Spanische Republik wurde politisch anerkannt. Außerdem wurde das Arbeitsrecht reformiert, die Religionsfreiheit wurde ratifiziert und die Verwaltungsstrukturen in Baja California und Yucatán wurden neu gestaltet.
Pascual Ortiz Rubio lebte bis 1935 in den USA. Nach seiner Rückkehr wirkte er als Geschäftsführer des staatlichen Konzerns Petromex. Am 4. November 1963 verstarb er in Mexiko-Stadt.